# 56e (London) Infanteriedivisie
De 56e (London) Infanteriedivisie (Brits: 56th (London) Infantry Division) was een divisie die tijdens de Eerste Wereldoorlog en de Tweede Wereldoorlog deel uitmaakte van de British Army. Het insigne van de divisie was het zwaard van het wapen van de City of London.

## Eerste Wereldoorlog
Tijdens de Eerste Wereldoorlog werden de bataljons van de divisie gebruikt voor garnizoenswerkzaamheden overzee (inclusief Malta) of voor versterking voor andere divisies. In januari 1916 werd de divisie als eenheid naar Frankrijk gestuurd om voor de rest van de oorlog te dienen aan het Westfront. Het werd in mei 1919 gedemobiliseerd.

## Tweede Wereldoorlog
In september 1939 tijdens de uitbraak van de Tweede Wereldoorlog werd de divisie onder de naam 1st London Division als gemotoriseerde infanterie gemobiliseerd. In juni 1940 werd de divisie gereorganiseerd tot een infanteriedivisie en op 18 november 1940 hernoemd in de 56th (London) Infantry Division.
De divisie bleef gedurende de Slag om Frankrijk gestationeerd in Groot-Brittannië en vertrok in november 1942 naar het Midden-Oosten. Daar diende de divisie in Irak en het Mandaatgebied Palestina en vertrok in maart 1943 naar Egypte en in april naar het front in Libië. De divisie vocht niet mee tijdens de landing op Sicilië (uitgezonderd van de 168ste Brigade, die aan de onderbezette 50e (Northumbrian) Infanteriedivisie werd toegevoegd) en vertrok in september 1943 naar het strijdtoneel in Italië.
De divisie was in januari 1944 betrokken bij de Slag om Monte Cassino en de landing bij Anzio. Eind maart 1944 keerde de divisie even terug naar Egypte en keerde in juli 1944 alweer terug naar Italië om mee te helpen bij de doorbraak van de Gotische Linie. De divisie bleef tot aan het einde van de oorlog in Italië.
Na de oorlog werd de divisie in 1947 omgevormd tot de 56e (London) Pantserdivisie. De divisie bestond uit de 22e Pantserbrigade en de 168ste Vrachtinfanteriebrigade en de Inns of Court Yeomanry. Van 1987 tot 1993 stond het bekend onder de naam 56e (London) Brigade.

## Bevelhebbers in Tweede Wereldoorlog
- 18 november 1940 - 27 januari 1941: generaal-majoor C.F. Liardet
- 27 januari 1941 - 8 oktober 1941: generaal-majoor Sir Montagu Stopford
- 8 oktober 1941 - 4 mei 1943: generaal-majoor E.G. Miles
- 5 mei 1943 - 7 mei 1943: brigadier J.C.A. Birch (tijdelijk)
- 7 mei 1943 - 10 oktober 1943: generaal-majoor D.A.H. Graham
- 10 oktober 1943 - 15 oktober 1943: brigadier L.O. Lynne
- 15 oktober 1943 - 25 juli 1944: generaal-majoor G.W.R. Templer
- 25 juli 1944 - 3 juli 1945: generaal-majoor J.Y. Whitfield
- 3 juli 1945 - 7 augustus 1945: brigadier M.D. Erskine (tijdelijk)
- 7 augustus 1945 - 31 augustus 1945: generaal-majoor J.Y. Whitfield